# Cantó d'Aigre
El cantó d'Aigre és un cantó francès del departament del Charente, situat al districte de Confolent. Té 15 municipis i el cap és Aigre.

## Municipis
- Aigre
- Barbezières
- Bessé
- Charmé
- Ébréon
- Fouqueure
- Les Gours
- Ligné
- Lupsault
- Oradour
- Ranville-Breuillaud
- Saint-Fraigne
- Tusson
- Verdille
- Villejésus

| Data d'elecció                           | Identitat              | Partit               | Qualitat |
| ---------------------------------------- | ---------------------- | -------------------- | -------- |
| 1937-1949                                | Roger-Louis Réveillaud |                      |          |
| 1949-1967                                | Pierre Réveillaud      | Divers droite        |          |
| 1967-1973                                | Robert Simmonaud       | radical, després MRG |          |
| 1973-1998                                | René Durepaire         | UDF-radical          |          |
| 1998-                                    | Franck Bonnet          | PS                   |          |
| les dades anteriors no són pas conegudes |                        |                      |          |
|                                          |                        |                      |          |